# Fomiet
Een fomiet is een object of substantie dat pathogenen kan dragen en overbrengen. Pathogenen zoals het influenzavirus kunnen door fomieten worden overgedragen.
Huidcellen, haar, kleding en beddengoed zijn vaak bronnen die besmet kunnen zijn. Overdracht van een ziekte via deze route kan daarom thuis, in een ziekenhuis of in een andere instelling waar mensen verblijven, optreden. 
Fomieten worden vaak geassocieerd met infecties die in ziekenhuizen verkregen zijn. Stethoscopen zijn een voorbeeld van fomieten geassocieerd met gezondheidszorg. Sterilisatie van dergelijke objecten voorkomt de kans op infectie.
Non-poreuze oppervlakten (zoals die bij deurklinken) zijn vaak beter voor het overbrengen van pathogenen dan poreuze oppervlakten (zoals bij papiergeld). De reden hiervoor is dat poreuze materialen het pathogeen absorberen en vast laten zitten, waardoor verspreiding via contact moeilijker wordt.